# 星果鳳梨
星果鳳梨（学名：Portea petropolitana），為鳳梨科菠蒂亞属下的一个种。多年生常綠草本。原產於巴西東南部，生長在岩石或是海岸沙地上。

## 學名由來
關於星果鳳梨的學名，其中屬名Portea出於向法國植物學家 Marius Porte (1814-1866)致敬，種小名Petropolitana則因地緣關係出自巴西享有皇家城美譽的名城：Petrópolis.

## 特徵
星果鳳梨如同積水鳳梨具有由葉片自然生長排列而成的蓮座外觀。花序為總狀花序。星果鳳梨最特殊之處應該就是它的總花序，由花莖兩邊側生出的許多總狀花序構成一個植株的總花序。總花序一般長約40公分或者更長。星果鳳梨的花序不僅結構特別，花色同樣耀眼美麗且特殊。花期長，能持續好幾個月的時間。

## 習性
身為觀賞植物，熱帶與亞熱帶潮濕型氣候都適宜在戶外栽種。

## 引文出處
1. 1 2 3 4  . （原始内容存档于2020-07-20）.